# Аюб Хан
Мухаммед Аюб Хан (14 травня 1907, с. Рехана поблизу Хріпура, провінція Хазара Британської Індії — 19 квітня 1974, Ісламабад) — пакистанський військовий і державний діяч.
Закінчив Алі-гархський мусульманський університет і Військовий коледж у Сандгерсті (Велика Британія). Офіцер британської колоніальної армії (1927—1947), учасник Другої світової війни, генерал-майор (1948). У 1951 призначений головнокомандувачем пакистанської армії. З 1954 — міністр оборони.
7 жовтня 1958 року в Пакистані відбувся військовий переворот. 27 жовтня, замість обраного в 1955 Іскандера Мірзи, Аюб Хан оголосив себе президентом країни, перебравши на себе диктаторські повноваження. У результаті перевороту був розпущений парламент, заборонені партії, запроваджена цензура преси та військові трибунали. Формально демократія була відновлена у 1962 після прийняття нової конституції Пакистану. Проте влада залишалася в руках військових.
Урядові Аюб Хана, незважаючи на недемократичні методи правління та авторитаризм, вдалося добитися суттєвих успіхів в економіці. Була розпочата аграрна реформа, розвивалася національна промисловість. Однак, усі економічні реформи не змогли зламати вплив «21 родин» — найвпливовіших олігархічних груп, які в середині 1960-х продовжували контролювати 60 % промислового та 80 % банківського капіталу Пакистану.
У лютому 1960 Аюб Хана переобрано на президентський пост. На чергових президентських виборах у 1965 опозиція висунула як єдиного кандидата сестру «батька нації» А. М. Джинни — Фатіму Джинну. Проте це не завадило Аюб Ханові перемогти.
У зовнішній політиці Аюб Хан продовжив попередню орієнтацію на США та підтвердив участь Пакистану у військових структурах СЕАТО. У середині 1960-х Пакистан робив спроби підтримання антиіндійського повстання в Кашмірі. Проте це привело до погіршення становища Пакистану і короткотривалої, але повномасштабної війни з Індією у 1965. Шукаючи союзників, Пакистан почав зближуватися з Китаєм.
Аюб Хан використав конфлікт для того, аби запровадити 6 вересня 1965 воєнний стан, що тривав аж до 1969. У листопаді 1968 під час виступу на 200-тисячному мітингу в Пешаварі студент політехнічного коледжу двічі вистрелив у нього. Президент залишився живим. Розпочалися репресії проти всієї опозиції, яку він звинуватив в підготовці замаху на своє життя. Було арештовано тисячі осіб, серед яких були популярні керівники опозиційних партій Зульфікар Алі Бхутто та Абдул Валі Хан. У відповідь на це у головних містах країни — Карачі, Лахорі, Лаяпурі, Равалпінді — почалися масові виступи. Уряд запровадив комендантську годину та обмеження зібрань. Все це привело до прямих зіткнень демонстрантів з поліцією, з'явилися перші жертви.
Уряд 11 лютого 1969 перевів З. А. Бхутто під домашній арешт у Ларкані на півночі Сінду, який перетворився на неофіційний центр опозиції. 15 лютого 1969 року Аюб Хан змушений був скасувати воєнний стан. Аюб Хан для збереження влади зробив спробу створити проурядову коаліцію з представників правлячої Мусульманської ліги та ще семи поміркованих партій. Але це об'єднання, що отримало назву Комітет демократичних дій, не змогло завоювати довіру в народу. Також провалися ідея провести круглий стіл в кінці лютого — початку березня 1969.
Увечері 25 березня 1969 у радіозверненні до народу Аюб Хан оголосив про свою відставку. Владу було передано головнокомандувачу збройних сил 52-річному генералові Агі Мохаммеду Ях'я Хану.

## Нотатки
Виноски
1. ↑  урду محمد ایوب خان